# Antonio Rattín

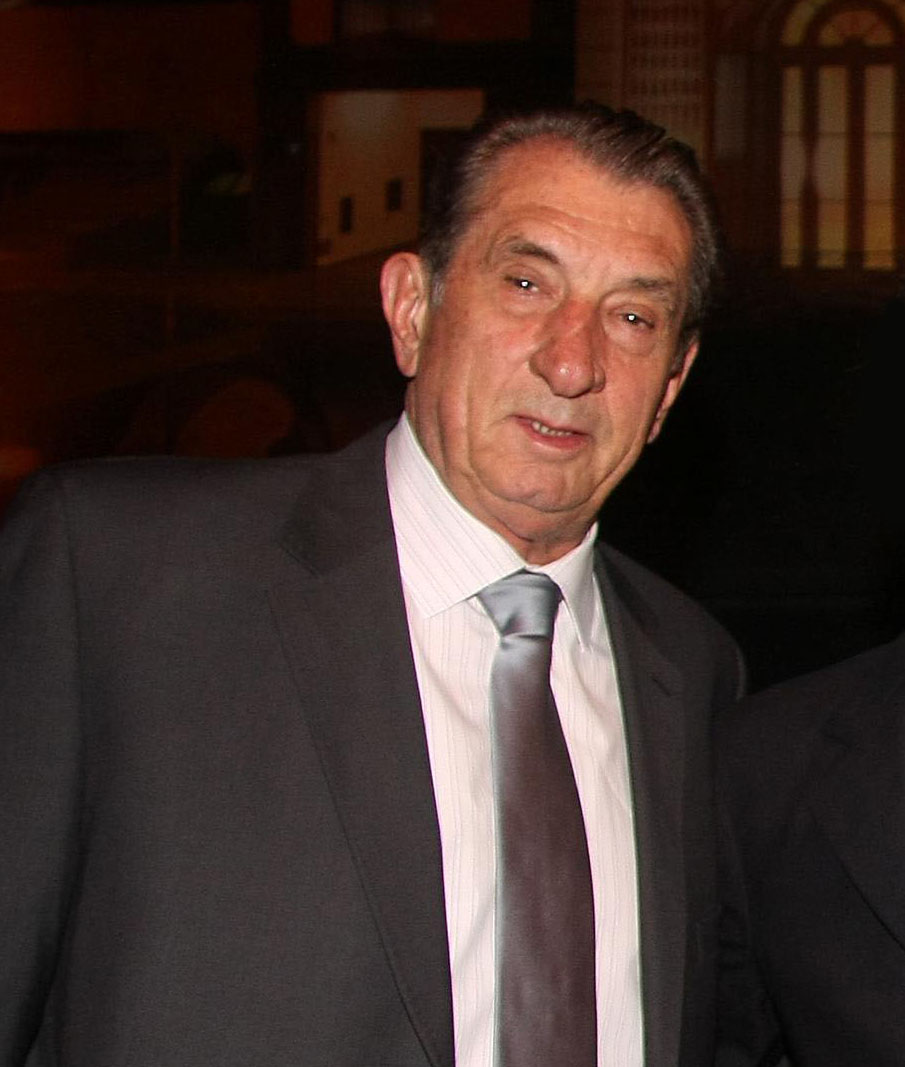
Rattín (2010).

Antonio Ubaldo Rattín (ur. 16 maja 1937 w Tigre) – piłkarz argentyński noszący przydomek El Rata, defensywny lub środkowy pomocnik (rozgrywający), środkowy obrońca. Później trener, a następnie polityk.
Urodzony w Tigre (w zespole miejskim Buenos Aires) Rattín od lat dziecięcych był gorącym zwolennikiem klubu Boca Juniors, w którego młodzieżowym zespole uczył się grać w piłkę. W 1956 roku został piłkarzem pierwszej drużyny klubu Boca Juniors – zadebiutował 9 września w wygranym 2:1 meczu z River Plate, zastępując na boisku kontuzjowanego Eliseo Mouriño. Wkrótce stał się podstawowym graczem klubu, występując w koszulce z numerem 5. Swoją grą rychło podbił serca kibiców Boca Juniors, razem z którym w 1958 roku zdobył tytuł wicemistrza Argentyny. W reprezentacji Argentyny zadebiutował 18 listopada 1959 roku w Santiago w przegranym 2:4 meczu z Chile.
Jako piłkarz klubu Boca Juniors wziął udział w ekwadorskim turnieju Copa América 1959, gdzie Argentyna została wicemistrzem Ameryki Południowej. Rattín zagrał w dwóch meczach – z Paragwajem (w 69 minucie wszedł za niego Héctor Guidi) i Urugwajem (w 25 minucie zmienił na boisku Rodolfo Betinottiego).
Nadal jako piłkarz klubu Boca Juniors wziął udział w finałach mistrzostw świata w 1962 roku, gdzie Argentyna odpadła już w fazie grupowej. Rattín zagrał tylko w przegranym 1:3 meczu z Anglią.
Razem z klubem Boca Juniors Rattín w 1962 roku zdobył swój pierwszy tytuł mistrza Argentyny. W następnym roku dotarł do finału Copa Libertadores 1963, gdzie jego drużyna przegrała ze słynnym brazylijskim klubem FC Santos. W finale miał okazję wystąpić przeciwko królowi futbolu Pelé. Wziął też udział w zwycięskim turnieju Copa Chevallier Boutell 1963, gdzie zagrał w jedynym meczu z Paragwajem.
Jako gracz Boca Juniors w 1964 roku drugi raz został mistrzem Argentyny, a w następnym roku powtórzył ten sukces i jednocześnie dotarł do półfinału Copa Libertadores 1965, zdobywając po drodze 2 bramki. W 1965 roku wziął udział w eliminacjach do finałów mistrzostw świata w 1966 roku, gdzie zagrał w trzech meczach – w dwóch z Boliwią i w jednym z Paragwajem. W następnym roku dotarł ze swym klubem do fazy półfinałowej Copa Libertadores 1966.
Wciąż jako gracz klubu Boca Juniors wziął udział w finałach mistrzostw świata w 1966 roku, gdzie Argentyna dotarła do ćwierćfinału. Rattín zagrał we wszystkich czterech meczach – z Hiszpanią, Niemcami, Szwajcarią i Anglią. Będąc kapitanem zespołu na skutek kontrowersyjnej decyzji niemieckiego sędziego Rudolfa Kreitleina wyrzucony został z boiska w ćwierćfinałowym spotkaniu z Anglią. Nieznający hiszpańskiego języka sędzia wyrzucił Rattína z powodu wulgarnego języka. Rattín, będąc w pełni przekonanym, że sędzia z premedytacją ustawia mecz na korzyść Anglii, nie chciał opuścić boiska. Uczynił to w końcu pod eskortą policji.
W następnym roku wziął udział w turnieju Copa América 1967, gdzie Argentyna została wicemistrzem Ameryki Południowej. Rattín zagrał tylko w ostatnim meczu z Urugwajem.
W 1969 roku wziął udział w eliminacjach do finałów mistrzostw świata w 1970 roku, gdzie zagrał w wygranym 3:1 meczu z Boliwią. W tym samym roku zdobył mistrzostwo Argentyny w wersji Nacional – był to w jego karierze czwarty i ostatni tytuł mistrza Argentyny.
Ostatni raz w Pucharze Wyzwolicieli Rattín wystąpił podczas turnieju Copa Libertadores 1970, gdzie Boca Juniors dotarł do fazy ćwierćfinałowej. Niedługo potem, w 1970 roku, zakończył karierę piłkarską – ostatni raz w barwach Boca Juniors zagrał 27 lipca w wygranym 1:0 meczu z CA Banfield. Należy do największych piłkarzy w dziejach klubu.
Łącznie w barwach Boca Juniors Rattín rozegrał 382 mecze (34 089 minut) i zdobył 28 bramek, z tego w lidze argentyńskiej rozegrał 364 mecze i zdobył 26 bramek. Podczas 4 startów w turniejach Copa Libertadores rozegrał 18 meczów i zdobył 2 bramki.
W latach 1959–1969 Rattín rozegrał w reprezentacji Argentyny 34 mecze i zdobył 1 bramkę.
Po zakończeniu kariery piłkarskiej Rattín pracował jako trener z młodzieżowymi zespołami Boca Juniors, a w 1977 i 1979 roku był trenerem pierwszego zespołu klubu Gimnasia y Esgrima La Plata. W 1980 roku był trenerem pierwszej drużyny Boca Juniors.
Rattín spróbował także zdyskontować swą popularność w polityce i w 2001 roku wybrany został do argentyńskiego parlamentu jako członek konserwatywnej partii Partido Unidad Federalista, na czele której stał Luis Patti. Był pierwszym w dziejach piłkarzem wybranym do parlamentu, gdzie później zasiadał w komitecie do spraw sportu. Gdy w 2005 roku kadencja parlamentu dobiegła końca, Rattín zrezygnował z dalszej aktywności politycznej.
Argentyński pisarz Alfredo Luis Di Salvo wydał w 2000 roku książkę poświęconą Rattínowi pod tytułem Antonio Ubaldo Rattín – El Caudillo (ISBN 987-43-1624-1).